# Oleada de tornados de Argentina y Brasil de 2009
La oleada de tornados de Argentina y Brasil de 2009 fue una oleada de más de 28 tornados confirmados que ocurrió en la tarde-noche del 7 de septiembre y que afectó violentamente el noreste de Misiones y todo el sureste del Estado de Santa Catarina en Brasil. El suceso golpeó y destruyó varias localidades de ambas provincias, siendo San Pedro (Misiones) y Guaraciaba (Santa Catarina) la más afectadas. Se estima que murieron por lo menos 17 personas y el número de heridos fue mayor a 250 personas. Muchos otros pueblos fueron destruidos y/o dañado por el paso de los tornados.

## Historia meteorológica
Días antes del evento, toda la zona norte de Argentina y el oeste de Brasil estaba dominada por una masa de aire caliente y altamente inestable. El 5 de septiembre comenzó a avanzar un potente e intenso frente frío desde el sur de la Patagonia haciendo nevar en varias localidades del área. Ya a mediados de la tarde del día 6, el frente llegó al Litoral Argentino produciendo tormentas severas e inundaciones que causaron estragos y daños cuantiosos. El día 7 a la mañana se podía notar la presencia de muchísima inestabilidad en el aire, sumado a una cortante intensa en el nivel de 850 Hpa y CAPE's cercano o rozando los 5000 J/kg. La llegada del frente produjo un nivel alto de divergencia y el desarrollo explosivo de superceldas por toda la zona. A la madrugada del otro día, el sistema convectivo severo de tormentas se desplazó en forma de bow-echo hacia los demás estados brasileños. 

## Tornado de San Pedro
Hacia las 20:30 del 7 de septiembre, una supercélula generó un tornado F4 que destruyó la localidad de San Pedro. El evento vino acompañado con una tormenta violenta de lluvia y granizo. El tornado duró aproximadamente 5 min y tuvo un ancho de 1 km y su recorrido superó los 10 km . Por lo menos 11 personas murieron en esta localidad y otras 100 personas resultaron heridas. Lo único que quedó en pie en gran parte de la ciudad fueron las bases de las casas y parte de los árboles que fueron arrancados.

## Tornado de Guaraciaba
Paralelamente al tornado F4 de San Pedro, otro F4 se genera de la misma supercelda  y se dirigió hacia una ciudad de 10000 hab (2010) donde el paso del siniestro destruyó violentamente el lugar quedando solo las bases de las casas. Seis  personas murieron y otras 68 resultaron heridas. 9100 personas se quedaron sin hogar y otros municipios cercanos a Guaraciaba también resultaron severamente dañados.

## Consecuencias
En total más de 40 municipios entre ambos estados resultaron dañados. La cantidad de tornados que afectó la zona es equiparable al tamaño de la provincia de Tucumán en Argentina. Se estima un total de 17 personas muertas y de algo más de 250 personas heridas. Independientemente de los tornados, otros fenómenos adversos de las tormentas produjeron daños también en una zona extensa. La reconstrucción de los caseríos, villas, pueblos y ciudades tomó varios años y se apreciaba que algunas nunca se podrían recuperar. 

## Tornados
| Confirmado Total | Confirmado EF0 | Confirmado EF1 | Confirmado EF2 | Confirmado EF3 | Confirmado EF4 | Confirmado EF5 |
| 28               | 9              | 5              | 6              | 4              | 4              | 0              |